# 쿵쿵따
쿵쿵따는 단어를 이용한 놀이이다. 종류는 세 글자로만 이어가는 3-3-3-3 쿵쿵따와 세 글자와 두 글자를 번갈아가며 이어가는 3-2-3-2 쿵쿵따 두 종 뿐이다. 박자에 맞춰 끝말을 더 이상 잇지 못한 사람이 패자가 된다.

## 놀이의 예
- 아버지 → 지름길 → 길거리 → …
- 적대적 → 적대국 → 국세청 → …
- 탄광촌 → 촌장 → 장항선 → …

### 두음 법칙
끝말의 초성이 ㄹ이나 ㄴ인 경우, 이를 ㄴ이나 ㅇ으로 바꿔서 이을 수 있다. 예를 들어, 아래와 같다.
- 너구리(이) → 이름표 → 표제어 → …
- 배수로(노) → 노래(내) → 내시경 → …
- 처녀(여) → 여행가 → 가면 → …

## 방송
KBS 2TV의 예능 프로그램인 슈퍼 TV 일요일은 즐거워에서 2002년 2월부터 2003년 5월까지 '공포의 쿵쿵따'라는 이름으로 방송되었다. 또 KBS 1박 2일 시즌 1에서는 '말도 안 되는 쿵쿵따', 즉 말 그대로 '사전에는 절대 안 나오는 정체불명의 단어'로 끝말을 잇는 게임을 복불복 소재로 자주 방송하였다.